# I Bjonghon
I Bjonghon (hangul: 이병헌, RR: Lee Byeong-heon, Lee Byung Hun; Szongnam, 1970. július 12. –) dél-koreai színész, énekes és modell. Olyan sorozatokban szerepelt, mint az Iris (2009), az All In (2003) vagy a Beautiful Days (2001). Számos mozifilmben játszott, például a Demilitarizált övezet: JSA (2000), az A Bittersweet Life (2005), a The Good, the Bad, the Weird (2008), a G. I. Joe: A kobra árnyéka (2009), az Angmarul poatta (2010), a RED 2 (2013), az Inside Men, A hét mesterlövész (2016) vagy a Master (2016) című filmekben.

## Pályafutása
I Bjonghon (Lee Byeong-heon)t 1991-ben a KBS csatorna tehetségkutatóján fedezték fel, ugyanebben az évben kapta első szerepét az Asphalt My Hometown című sorozatban. Számos televíziós sorozatban kapott főszerepet ezt követően, a mozivásznon pedig 1995-ben debütált a Who Drives me Crazy? című romantikus filmben. Az áttörést azonban az 1999-es Happy Together című sorozat hozta meg számára, ami hatalmas népszerűségre tett szert. Ugyanebben az évben jelent meg To Me címmel első poplemeze. Egyik legnagyobb filmes sikere a Demilitarizált övezet: JSA volt, ami nem csak kritikai sikert ért el, de a valaha volt legnagyobb bevételt elért koreai film lett. 2009-ben a hollywoodi G. I. Joe: A kobra árnyéka című filmben kapott szerepet, majd a hatalmas sikerű Iris című akciósorozatban játszott főszerepet. Több hollywoodi alkotásban is szerepel, hazájában pedig az egyik legtöbbet foglalkoztatott színész.

## Magánélete
I Bjonghon (Lee Byeong-heon) a Hanjang (Hanyang) Egyetem francia nyelv szakán, illetve a Csungang (Jungang) Egyetem színház és operatőr szakán végzett. Egy húga van, I Unhi (Lee Eun-hui), aki 1996-ban Miss Korea volt. 2003-ban Szong Hjegjo (Song Hye-gyo) színésznővel járt, akivel az All In forgatásán ismerkedett meg. 2013-ban feleségül vette I Mindzsong (Lee Min-jeong) színésznőt.

## Üzleti élete
I (Lee) létrehozta a saját vállalatát BH Entertainment néven, mely koreai színészek menedzselésével foglalkozik. Ezen kívül a BHNC üzlet tulajdonosa, ami ruhaneműt és kiegészítőket forgalmaz, ezek tervezésében maga is közreműködik.

## Filmográfia
| Év   | Hangul cím                  | Cím                              | Szerep                                       | megjegyzés   |
| ---- | --------------------------- | -------------------------------- | -------------------------------------------- | ------------ |
| 1995 | 누가 나를 미치게 하는가     | Who Drives Me Crazy              | I Dzsongdu (Lee Jong-du)                     |              |
| 1995 | 런 어웨이                   | Runaway                          | I Dongho (Lee Dong-ho)                       |              |
| 1996 | 그들만의 세상               | Kill the Love                    | Love                                         |              |
| 1997 | 지상만가                    | Elegy of the Earth               | Pak Csongman (Park Jong-man)                 |              |
| 1999 | 내마음의 풍금               | The Harmonium in My Memory       | Kang Szuha (Kang Su-ha)                      |              |
| 2000 | 공동경비구역 JSA            | Demilitarizált övezet: JSA       | I Szuhjok (Lee Su-hyeok )                    |              |
| 2001 | 번지점프를 하다             | Bungee Jumping of Their Own      | Szo Inu (Seo In-woo)                         |              |
| 2002 | 마리이야기                  | My Beautiful Girl, Mari          | felnőtt Namu (Nam-woo)                       | szinkronhang |
| 2002 | 중독                        | Addicted                         | Tedzsun (Dae-jun)                            |              |
| 2004 | 누구나 비밀은 있다          | Everybody Has Secrets            | Cshö Szuhjon (Choi Su-hyeon)                 |              |
| 2004 | 쓰리, 몬스터                | Three Extremes: "Cut"            | Rju Dzsiho (Ryu Ji-ho)                       | rövidfilm    |
| 2005 | 달콤한 인생                 | A Bittersweet Life               | Kim Szonu (Kim Seon-woo)                     |              |
| 2006 | 그해 여름                   | Once in a Summer                 | Jun Szongjong (Yun Seok-young)               |              |
| 2007 | 히어로                      | Hero                             | Kang Minu (Kang Min-woo)                     | cameo        |
| 2008 | 좋은 놈, 나쁜 놈, 이상한 놈 | The Good, the Bad, the Weird     | Pak Cshangi (Park Chang-yi), a Rossz         |              |
| 2009 | 나는 비와 함께 간다         | I Come with the Rain             | Szu Dongpho (Su Dongpo)                      |              |
| 2009 | 지.아이.조 : 전쟁의 서막    | G. I. Joe: A kobra árnyéka       | Viharárnyék                                  |              |
| 2010 | 인플루언스                  | The Influence                    | W                                            |              |
| 2010 | 아이리스 : 더 무비          | Iris: The Movie                  | Kim Hjondzsun (Kim Hyeon-jun)                |              |
| 2010 | 악마를 보았다               | Angmarul poatta                  | Kim Szuhjon (Kim Su-hyeon)                   |              |
| 2012 | 광해, 왕이 된 남자          | A férfi, aki királyt játszott    | Kvanghe (Gwanghae) király /Haszon ( Ha-seon) |              |
| 2013 | 지.아이.조 2                | G.I. Joe: Megtorlás              | Viharárny                                    |              |
| 2013 | 레드: 더 레전드             | RED 2                            | Han Cho-bai                                  |              |
| 2015 | 터미네이터: 제네시스        | Terminátor: Genisys              | Zsaru / T-1000                               |              |
| 2015 | 협녀, 칼의 기억             | Memories of the Sword            | Tokki (Deok-gi) / Szong Jubek (Song Yu-baek) |              |
| 2015 | 내부자들                    | Inside Men                       | An Szanggu (Ahn Sang-gu)                     |              |
| 2016 | 미스컨덕트                  | A megtévesztésen túl             | A könyvelő                                   |              |
| 2016 | 밀정                        | The Age of Shadows               | Csong Csheszan (Jeong Chae-san)              | cameo        |
| 2016 | 매그니피센트 7              | A hét mesterlövész               | Billy Rocks                                  |              |
| 2016 | 마스터                      | Master                           | Csin (Jin) elnök                             |              |
| 2017 | 싱글라이더                  | Single Rider                     | Kang Dzsehun (Kang Jae-hun)                  |              |
| 2017 | 남한산성                    | Namhanszanszong (Namhansanseong) | Cshö Mjonggil (Choi Myeong-kil)              |              |
| 2017 | 그것만이 내 세상            | My World Only                    | Cso Ha (Jo Ha)                               |              |
| 2021 | 오징어게임                  | Nyerd meg az életed              | Hwang Inho / Frontember                      |              |
| 2024 | 오징어게임                  | Nyerd meg az életed              | Hwang Inho / Frontember / 001                |              |